# Jesús del Cerro
Jesús del Cerro Martínez (nacido el 26 de octubre de 1969) es un director y productor español, conocido principalmente por su trabajo en España y Rumania. 
Ha dirigido series populares como Médico de familia y Un paso adelante y películas como Carlitos y el Campo de los sueños o En Otro Lugar en España. Mientras que en Rumania, sus trabajos más destacados son: Miami Bici, Ramon y Hawaii entre otros proyectos.

## Recorrido
Llegó a Rumanía en el 2006 para la realización de la versión en rumano de  Un paso adelante, país en el que ha ido produciendo y dirigiendo varias otras películas y series, entre ellas Miami Bici, que a pesar de solo estar en proyección durante cuatro semanas debido a la pandemia consiguió encabezar las taquillas y batir el récord de la película nacional más vista, aunque no consiguió críticas muy favorables.

## Filmografía
Películas
- Miami Bici 2 (2023)
- Ramon (2023)
- Attraction (2021)
- Miami Bici (2020)
- Vlad (2019)
- Hawaii (2017)
- Sunt însarcinată în România (2016)
- Herăstrău (2015)
- Mamaia (2013)
- Ho Ho Ho 2: O loterie de familie (2012)
- S-a furat mireasa (2012)
- Nașa (2011)
- Contra timp 2 (2009)
- Ho Ho Ho / Ho, Ho, Ho (2009)
- Carlitos y el campo de los sueños (2008)
- Contra timp (2008)

Series de televisión
- Cu un pas înainte (2007)
- Un paso adelante (2002–2005) – 46 episodios
- Médico de familia (1996–1999) – 56 episodios
- La isla de la tortuga (1998)